# 斎藤吉見
斎藤 吉見（さいとう よしみ、1934年10月2日 - 2005年7月29日）は、日本の作家。齋藤 吉見名義もある。
静岡県生まれ。早稲田大学文学部仏文学科卒業。サラリーマン生活のかたわら小説を書き、1979年「倒産」が日経経済小説賞佳作入選。経済小説、歴史小説などを書いた。
2005年7月29日、脳梗塞のため70歳で死去。

## 著書
- 倒産 日本経済新聞社 1979.10 のち講談社文庫
- 同族追放 経済小説 講談社ノベルス 1984.8 のち文庫
- 粉飾決算二十五年 経済小説 講談社ノベルス 1985.6
- 乱脈銀行 経済小説 講談社ノベルス 1986.3
- 入札泥流 経済小説 サンケイノベルス 1986.7
- 証券濁流 サンケイノベルス 1986.11
- 略奪受注 講談社 1987.3
- 裏金工作 講談社 1987.8
- 迷走鉄骨 業界小説 実業之日本社 1987.9 (Joy novels)
- 武田信玄 信濃路出版 1988.2
- 真田六十万両の疑惑 信濃路出版販売 1989.5
- 頭取指令 実業之日本社 1990.1
- 茜色の辞書 博文館新社 1990.11
- 日米「特許侵害」泉精器2500日の熱き闘い ドキュメント ダイヤモンド社 1992.6
- 本多正純異聞 実業之日本社 1994.8
- 闇割り無頼 実業之日本社 1995.11
- 大久保長安 家康を支えた経済参謀 1996.11 (PHP文庫)
- 濁れる田沼 意次の生涯 実業之日本社 1997.1
- 徳川五代将軍 実業之日本社 1998.1

## 参考
- 徳川五代将軍 著者略歴